# 艾格司他
艾格司他（INN：eliglustat），曾译依利格鲁司他或依利格鲁司特，中文商品名高雪嘉（Cerdelga），是密歇根大学最初发现，并由赛诺菲旗下健赞公司研发的一种用于治疗I型戈谢病的口服药物。以酒石酸盐形式（酒石酸艾格司他，英语：eliglustat tartrate）给药，2014年8月19日通过美国FDA批准上市，截止至2023年已在欧盟、日本、中国、台湾等55个国家和地区获批。

## 作用机制
戈谢病是一种常染色体隐性遗传的溶酶体贮积病，由编码溶酶体内的葡萄糖脑苷脂酶基因（GBA基因）发生突变使β-葡萄糖腦苷脂酶不能正常合成。由此导致葡萄糖腦苷脂不能正常代谢分解，并堆积在各器官中的单核巨噬细胞溶酶体内，产生脾脏和肝脏肿大、贫血、过量出血和骨病等器官、组织受损症状。  
艾格司他为葡萄糖脑苷脂的结构类似物，对神经酰胺葡糖基转移酶（葡萄糖脑苷脂合成酶）具有抑制作用，从而可减少葡萄糖脑苷脂在溶酶体中的堆积，改善发病症状。  
艾格司他属于底物减少疗法药物。发表在《美国医学会杂志》上的III期临床试验结果显示，未经治疗的I型戈谢病患者在接受口服此药进行底物减少疗法后，出现了脾脏大小、肝脏大小、血红蛋白水平以及血小板水平显著改善的效果。

## 药理学
服用艾格司他后，不同代谢强度的患者达到峰值浓度（Cmax）的时间不同，介于1.5-3小时之间。进入血浆后，血浆蛋白结合率为76-83%。在肝脏内经细胞色素P450中的CYP2D6酶代谢以及部分经CYP3A4酶代谢，分子中的辛酰基和2,3-二氢-1,4-苯并二氧六环基团发生连续氧化，产生无药理活性的代谢产物。这些代谢产物42%经肾脏以尿液排出，51%经粪便排出，清除半衰期介于6.5小时（强代谢者）和8.9小时（弱代谢者）之间。

## 不良反应
常见的不良反应有腹痛、腹泻、上腹疼痛的消化不良症状；背部、四肢和头部疼痛以及疲劳。严重的会导致PR波延長、QT波延長、QRS复合波变宽的心血管症状。
因其由CYP2D6酶和CYP3A4酶代谢，若与葡萄柚等强CYP3A抑制剂同食会使得血药浓度增加，QTc波，PR波或QRS波延长造成心率不齐。或与贯叶连翘同食会促进CYP3A4代谢途径引起血药浓度下降。

## 历史
早在1982年，就职于密立根大学的Norman Radin开始尝试是否可以通过抑制戈谢病患者体内相关葡萄糖腦苷脂的合成来实现对该病治疗，底物减少疗法的概念开始诞生。到了90年代中期，他和实验室同事Jim Shayman已经发现了几种候选药物。
自1991年以来，健赞一直在销售当时戈谢病的唯一药物伊米苷酶，且作为该公司主要营收来源。健赞起初是拒绝了他们发现的几种药物，直到健赞的竞争对手开始研发戈谢病的底物减少疗法药物，导致伊米苷酶的地位被威胁，引发健赞股票当日下跌30%。于是健赞于2000年收购了Radin和Shayman的艾格司他开发权，并在之后的13年内支付了此药的人体临床试验费用。2014年8月通过FDA上市批准。11月，密歇根大学以6560万美元的价格将艾格司他75%专利权出售给了PDL BioPharma，由此PDL获得了授权专利到期前所有专利使用费的分成。

## 社会文化

### 孤儿药
2014年艾格司他上市后，按药物要求的每日两次计，每年费用达到310,250美元。作为对比，每月注射两次的伊米苷酶年费用仅为300,000美元，不过艾格司他的制造成本要略低于伊米苷酶。健赞维持如此高的价格因为其被列入孤儿药范畴，会得到保险公司或政府的资助以维持公司收支平衡。
艾格司他作为罕见病治疗的孤儿药，在美国和欧盟上市后均享有市场独占期。在美国根据《孤儿药法案》规定享有7年独占期直至2021年，而在欧盟则享有为期10年的市场独占期直至2025年。